# Watertoren (Rotterdam IJsselmonde)
De Watertoren van IJsselmonde stond naast de veerpont naar Kralingse Veer, vlak bij waar nu de Van Brienenoordbrug ligt. De watertoren was omstreeks 1903 gebouwd door de aannemers Visser & Smit uit Oud-Beijerland.
In 1978 is de toren gesloopt.

## Andere watertorens in Rotterdam
- Watertoren (Rotterdam De Esch)
- Watertoren (Rotterdam Delfshaven) (voormalig)
- Watertoren (Rotterdam Europoort)
- Watertoren (Rotterdam Mallegat)